# Street Swingers
Street Swingers è un album di Bob Brookmeyer, pubblicato dalla Pacific Jazz Records nel 1958.
Il disco fu registrato a New York City il 13 e 16 dicembre del 1957.
Nel 2009 l'etichetta Lone Hill Records pubblicò l'album su CD con quattordici brani (incluse tracce musicali già uscite in precedenti album).

## Tracce
Lato A
1. Arrowhead – 7:00 (Jim Hall)
2. Street Swingers – 6:21 (Bob Brookmeyer)
3. Hot Buttered Noodling – 6:04 (Jimmy Raney)

Lato B
1. Musicale Du Jour – 8:50 (Bob Brookmeyer)
2. Raney Day – 5:26 (Jim Hall)
3. Jupiter – 5:07 (Jimmy Raney)

## Musicisti
- Bob Brookmeyer - trombone a pistoni, pianoforte
- Jimmy Raney - chitarra
- Jim Hall - chitarra
- Bill Crow - contrabbasso
- Osie Johnson - batteria